# Giải bóng đá nữ vô địch quốc gia 2000
Giải bóng đá nữ vô địch quốc gia 2000 là mùa giải thứ 3 do VFF tổ chức mà không có nhà tài trợ. Năm 2000, Giải vô địch Bóng đá Nữ Quốc gia lần thứ III chỉ có 6 đội tham dự chia làm 2 lượt thi đấu vòng tròn 1, chọn 2 đội nhất nhì mối bảng đá chéo vào bán kết chọn 2 đội vào chung kết, khởi tranh từ 13-6 đến ngày 1 tháng 7 năm 2000 tại TP Hồ Chí Minh. Đây cũng là giải đấu cuối cùng của Thế kỷ XX.

## Cách tính điểm, xếp hạng
- Đội thắng: 3 điểm
- Đội hoà: 1 điểm
- Đội thua: 0 điểm

Tính tổng số điểm của các Đội đạt được để xếp thứ hạng.
- Nếu có từ hai Đội trở lên bằng điểm nhau, thứ hạng các Đội sẽ được xác định như sau: trước hết sẽ tính kết quả của các trận đấu giữa các Đội đó với nhau theo thứ tự: 
  - Tổng số điểm.
  - Hiệu số của tổng số bàn thắng trừ tổng số bàn thua.
  - Tổng số bàn thắng.

Đội nào có chỉ số cao hơn sẽ xếp trên.
Nếu các chỉ số vẫn bằng nhau, Ban tổ chức sẽ tổ chức bốc thăm để xác định thứ hạng của các Đội (trong trường hợp chỉ có hai đội có các chỉ số trên bằng nhau và còn thi đấu trên sân thì sẽ tiếp tục thi đá luân lưu 11m để xác định đội xếp trên).

## Kết quả
- Thời gian: 13/6 – 1/7/200 tại Thành phố Hồ Chí Minh

Số đội: 6 (thêm Quảng Ngãi và Sóc Sơn)
Thể thức: chia bảng, chọn 4 đội vào bán kết
Bảng A: Hà Nội, Hà Tây, Quảng Ngãi (0đ)
Bảng B: Thành phố Hồ Chí Minh, Than Việt Nam, Sóc Sơn (0đ)
- Kết quả:
- Vô địch: Hà Nội 2-1 Hà Tây
- Hạng 3: Thành phố Hồ Chí Minh và Than Việt Nam

## Tổng kết mùa giải
- Vô địch: Đội Hà Nội (thắng Hà Tây 2-1);
- Hạng Nhì: Hà Tây;
- Hạng Ba: Than Việt Nam và Quận 1 TPHCM;
- Vua phá lưới: Nguyễn Thị Hà (Hà Nội) 5 bàn;
- Cầu thủ xuất sắc nhất: Quách Thị Mai (Hà Nội).
- Thủ môn xuất sắc nhất: Nguyễn Thị Kim Hồng (Thành phố Hồ Chí Minh)